# Sitta yunnanensis
El trepador de Yunán (Sitta yunnanensis) es una especie de ave paseriforme de la familia Sittidae.
La especie llega a medir 12 cm de longitud, y no presenta dimorfismo sexual. Las partes superiores son azules grisáceas, en contraste con las partes inferiores gamuzadas claras y unidas. Tiene una lista superciliar blanca delgada, cuando ha mudado de plumaje, y por encima de una línea ocular negra pronunciada. Es un pájaro ruidoso, ya que produce sonidos simples y nasales, aunque también en series repetitivas. Su ecología es poco conocida: se alimenta de insectos y la reproducción se lleva a cabo en el mes de marzo.
El trepador de Yunán es endémico del sudoeste de China, muy cerca de la frontera con Birmania. Vive en pinares viejos hasta 4000 m de altitud. Esta es la especie más basal de «grupo canadensis», que también incluye el trepador canadiense (S. canadensis), el trepador chino (S. villosa), el trepador corso (S. whiteheadi), el trepador de Cabilia (S. ledanti) y el trepador de Krüper (S. krueperi). No se conoce el total de la población, pero probablemente está en declive debido a la destrucción de su hábitat. Por estas razones, la Unión Internacional para la Conservación de la Naturaleza considera al ave como «casi amenazado».

## Descripción
Las partes superiores de la sita son azules grisáceas, incluyendo el píleo aunque separado del manto superior por un área más pálida. El pájaro tiene una lista superciliar blanca y delgada, que se extiende hasta la parte delantera y sobre una línea ocular negro, que se amplía significativamente en la espalda, en ambos lados del manto. El ojo está rodeado por un fino círculo blanco. La mejilla y la garganta son de color blanco. Las partes inferiores están unidas y son pálido, de color ante-rosado. El pico es prominente y punteagudo, y el culmen casi recto para dar la impresión de que la punta del pico asciende. El iris es de color marrón oscuro, el pico negro grisáco con la base de la mandíbula inferior color amarillento o marfil. Las piernas y los pies son negros grisáceos. El trepador de Yunán es pequeño, y mide 12 cm de longitud. El ala plegada del macho y la hembra mide, respectivamente, 69.5 a 74 mm y 67 a 74 mm, 35 a 41 mm y 36 a 38 mm en la cola. La medida de pico es de 16.8 a 19.5 mm y la del tarso es 14.8 a 19 mm. Su peso está entre 7.5 y 13 g.
Existe poco dimorfismo sexual, pero la línea ocular negra de la hembra es, en promedio, menos intensa y las partes inferiores son más apagadas y grises. El plumaje se renueva en agosto y poco a poco se desgasta hasta la primavera siguiente. En plumaje desgastado, las plumas blanquecinas que forman los extremos de la lista superciliar se desgastan, esta y la línea ocular se vuelve discontinua o no evidente. Las partes superiores son más apagadas, menos azules. Las plumas de la cola y las alas también tienen puntas grises azuladas en las rectrices y estas persisten al menos hasta mayo. Las partes inferiores se empañan y se hacen cada vez más «sucias», y toman un color blanco grisáceo. Los jóvenes son más opacos que los adultos, con la lista superciliar menos pronunciada y no se extiende a la parte delantera, en ocasiones casi ausente y que consiste en un borde del píleo más ligero. La línea ocular también es más estrecha, las mejillas tienen un color gris sucio y no blanco. La garganta es blanca, pero el resto de las partes inferiores son más apagadas, de un canela grisáceo, aunque menos pálidos que un adulto con plumaje desgastado. Las partes superiores son más apagadas y grises. El pico de los jóvenes es más corto y tiene la base pálida. Los adultos realizan una muda completa de post-cría (julio-septiembre) y quizá a veces una muda parcial antes de la temporada de cría (enero-febrero), que afecta especialmente a pecho.
El trepador gigante (S. magna) puede aparecer en el mismo tipo de hábitat que el trepador de Yunán, pero es mucho más grande y no tiene lista superciliar blanca. El trepador de las Naga (S. nagaensis) tiene tamaño semejante al del trepador de Yunán, pero es rojizo en los lados y no tiene lista superciliar blanca.

## Comportamiento y ecología

### Voz
El trepador de Yunán es un ave bastante ruidoso. Su alboroto consiste en grititos simples típicamente crecientes, en «nit» o «kni», o produce un «tit» más abrupto, un «pit» grave y chillidos «toik» nasales y graves. La grito «nit» puede repetirse en grupos de cuatro a diez segundos a una velocidad de entre cinco y seis notas por segundo, produciendo «kni-kni-kni…», «kit-kit-kit…» o en particular, un «pi-pi-pi…» más silbado o un «niew-niew-niew…» más nasal, pero bastante fuerte y breve. También produce un duro grito «schri-schri-schri…» o «szi-szi-szi…», similar al arrendajo (Garrulus glandarius) y compartido por otros trepadores pequeños del Paleártico. Ocasionalmente se hace un grito «ziew-ziew-ziew…», expedido cuando está tranquilo en conjuntos de tres notas por segundo y similar al sonido de un juguete chirriante. Por último, emite gritos explosivos en series cortas de entre dos y tres notas nasales, para «quit-quit-quit», «schu-schu-schu» o «un tui-tui-tui» más finos.

### Alimentación y reproducción
La dieta del trepador de Yunán no está bien conocida, pero se sabe que consume insectos que atrapa buscando en medio de las ramas de pinos, tal como lo haría un carbonero. La reproducción de la especie también está muy mal comprendida. Una de las hembras recolectadas el 9 de marzo en Guizhou estaba cerca de la puesta, pero los jóvenes habían sido recogidos el 21 de mayo.

## Distribución y hábitat

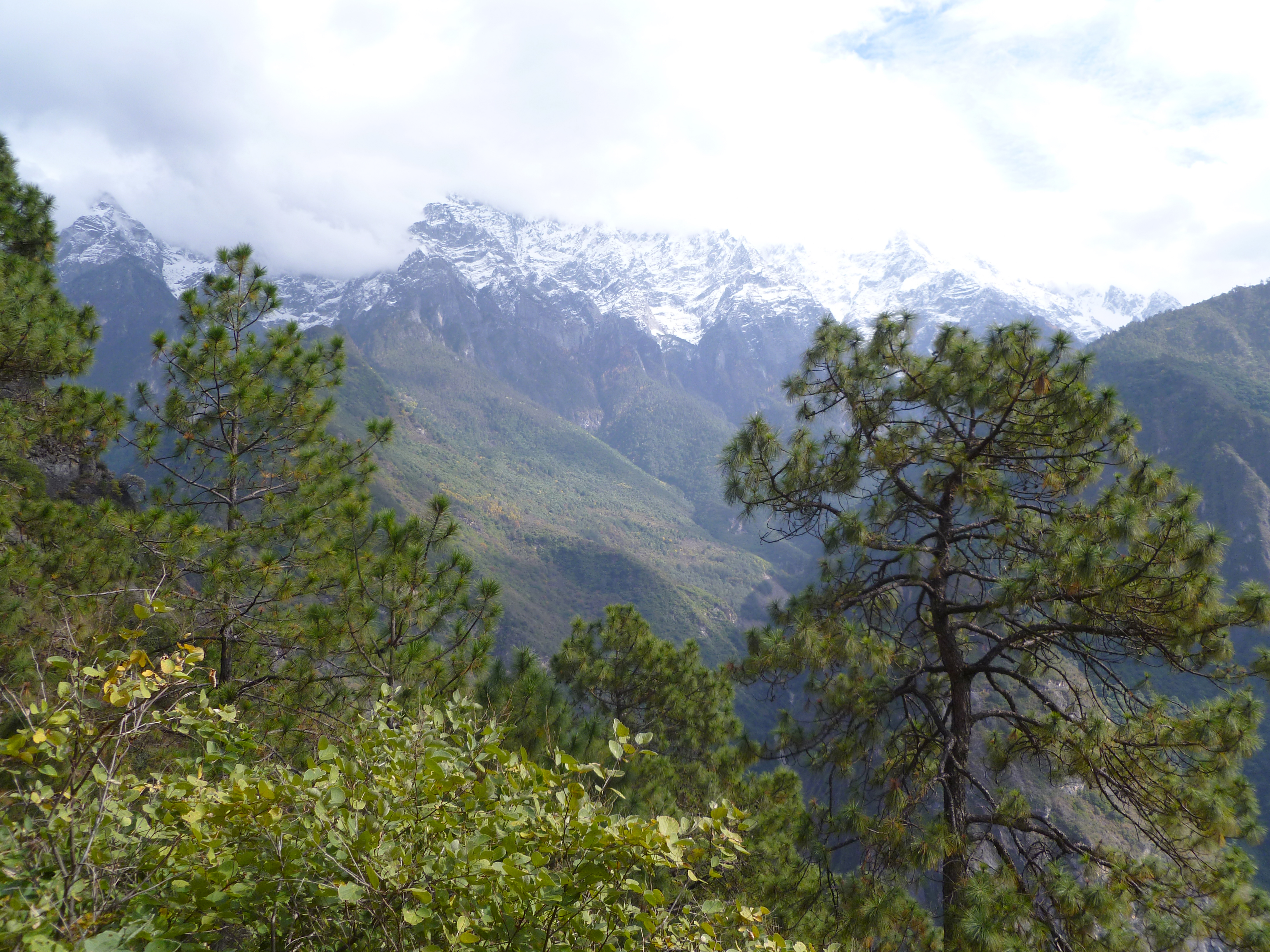
Vista de los montes nevados Yulong, con unos pinos de Yunán (Pinus yunnanensis) en primer plano.

Esta especie es endémica de sudoeste de China. Vive en el centro y oeste de Yunán, en el condado de Lushui, Baoshan, en el condado autónomo de Dai y Yi de Jinggu, el condado de Shiping y Kunming, a cerca de la frontera con Birmania. También se encuentran en la zona sudoccidental de Sichuan en el condado de Huidong, Xichang y el valle del Yalong hasta el norte del condado de Yajiang. También vive en el extremo sudeste del Tíbet (en el condado de Zayu, en particular) y Guizhou occidental (en el condado de Shuicheng). Un estudio publicado en 2003, centrado en la distribución de las especies endémicas de China, destacó tres principales centros de endemismo: las montañas Hengduan, que son el hogar del trepador del Yunán, y otras especies tales como el faisán ensangrentado (Ithaginis cruentus), el faisán orejudo blanco (Crossoptilon crossoptilon), el timalí colirrufo (Moupinia poecilotis) o el pinzón de Przhevalsky (Urocynchramus pylzowi).
El trepador de Yunán es una especie sedentaria. Prefiere los bosques de pinos viejos (Pinus) con sotobosque escaso, y evita los bosques de píceas (Picea) y abetos (Abies) demasiado densos. De vez en cuando, puede establecerse en un pequeño pino dos a tres metros de altura, en bosques abiertos o entre los árboles dispersos. En verano, la especie vive entre 2440 y 3960 metros, pero por lo general desciende a los valles en los meses de invierno, hasta 1200 metros, aunque puede permanecer en las zonas altas —curiosamente se observó entre 2600 y 4000 metros entre noviembre y enero en el condado de Shuangbai—.

## Taxonomía y sistemática

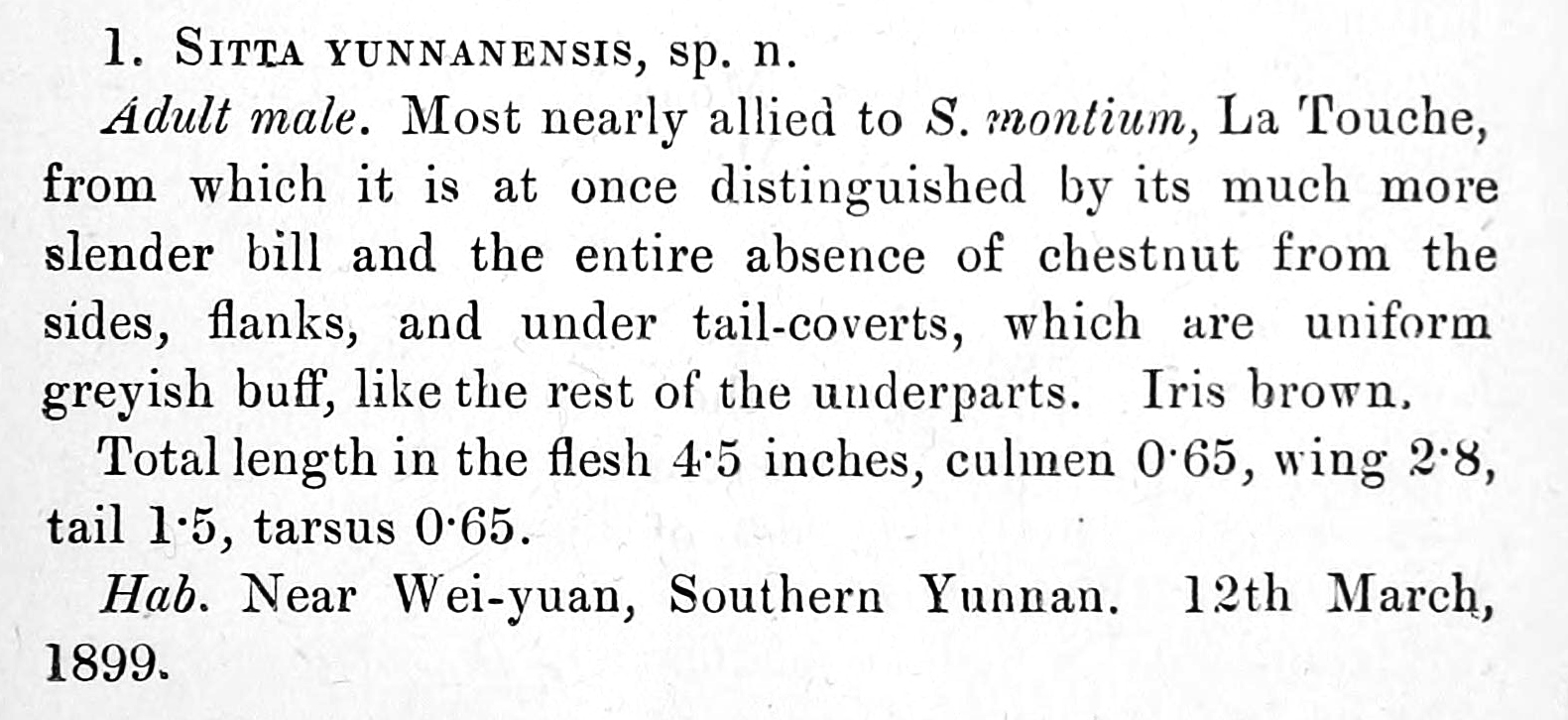
Protólogo de Sitta yunnanensis, por William Robert Ogilvie-Grant (1899).

El trepador de Yunán fue descrito en 1900 con su nombre actual, Sitta yunnanensis, por el ornitólogo escocés William Robert Ogilvie-Grant, a partir de un holotipo macho del sur de Yunán encontrado por el coronel escocés Alfred Woodrow Stanley Wingate. En la división en subgéneros del género Sitta, poco utilizada, el trepador de Yunán se coloca en Sitta (Micrositta) Buturlin, 1916. De acuerdo con el Congreso Ornitológico Internacional y Alan P. Peterson, no se distingue subespecie alguna.
El grupo canadensis incluye seis especies de especies, que son también las que en ocasiones son tratados como el subgénero Sitta (Micrositta) Buturlin, 1916: el trepador de Yunán, el trepador canadiense (S. canadensis), el trepador chino (S. villosa), el trepador corso (S. whiteheadi), el trepador de Krüper (S. krueperi) y el trepador de Cabilia (S. ledanti). En 1953, los ornitólogos holandeses Karel Voous y John G. van Marle creyeron que el trepador de Yunán era una conexión entre los grupos europaea y canadensis, y, aunque parecía bastante cercano al grupo canadensis, conforma un representante cercano el estado ancestral, tanto en su distribución como en su plumaje. En 1957, Charles Vaurie propuso incluir la especie en el trepador del Himalaya (S. himalayensis). En 1998, Éric Pasquet estudió el ADN mitocondrial del citocromo-b de diez especies de trepadores, las diferentes especies del grupo de Sitta canadensis, pero el trepador de Yunán no estaba incluido en el estudio. En 2014, Éric Pasquet et al publicó una filogenia basada en el ADN nuclear y mitocondrial de 21 especies de trepadores y confirmó la relación del estudio en 1998 en el «grupo canadensis», al añadir el trepador de Yunán, que se encuentra como la especie más basal de este grupo.

## Relación con el ser humano

### En la cultura popular
El Servicio Postal chino representó a la especie en una serie de timbres publicados entre 2002 y 2006, y dedicados a las aves endémicas del país. Otras especies de la serie fueron, particularmente, el tragopán de Cabot (Tragopan caboti), el arrendajo terrestre de Xinjiang (Podoces biddulphi) y la urraca de Formosa (Urocissa caerulea).

### Estado de conservación
En 1987, el ornitólogo chino Zheng Zuoxin describió al trepador de Yunán como «raro», pero común a escala local, así como en los bosques de pinos en Lijiang. Su área de distribución es relativamente pequeña, ya que abarca alrededor de 170 000 km², y el pájaro desapareció de varias localidades donde habitaba a principios del siglo xx. La especie está amenazada por la destrucción de su hábitat y podría depender de bosques de pinos viejos, pero también parece vivir en hábitats degradados. Un estudio de 2009 trató de predecir el impacto que el cambio climático podría tener sobre la distribución de varias especies de trepadores en Asia y modeló dos escenarios; el trepador de Yunán podía ver su distribución disminuida de 43.6 a 47.7 % del año 2040 a 2069. El número de las especies no son reconocidas o estimadas, posiblemente estaría en declive, y la especie es considera «casi amenazado» por la Unión Internacional para la Conservación de la Naturaleza.